# لوك (فلم)
 لوك  هو فلم أمريكي دراما هادئ من إنتاج 2013 للمخرج ستيفين نايت .

## القصة
ايفان رجل هادئ الطباع يعمل كمدير موقع ورئيس للعمال في احدي أكبر شركات المقاولات في أوروبا لتسعة اعوام .. متزوج منذ 15 عام ويعيش حياة هادئة مع زوجته واولاده..وفي ليلة يتلقي رسالة علي جواله..تقلب حياته رأساً علي عقب، يقرر مغادرة عمله مبكراً تاركاً متابعة تنفيذ أكبر مشروع مقاولات في أوروبا، معرضاً حياته المهنية للخطر، كذلك فإن قرار الذهاب وراء الرسالة يعني ان الامور لن تعود ابداً لنصابها مع اسرته. يقود ايفان سيارته مسرعاً علي الطريق السريع متجهاً صوت صاحب الرسالة وهو يعلم ان حياته لن تعود ابداً كما كانت لكن هذا هو قراره وهذا هو اختياره .

## عن الفلم
الفلم من بطولة: توم هاردي، أوليفيا كولمان، أندرو سكوت، توم هولاند
أبطال الفيلم:
ايفان : قائد السيارة
زوجة ايفان : كاترينا
بيثان : بيثان
أبناء ايفان : ايدي وسين
دونيل / دونال : صديق ايفان في العمل
جاريث : مدير ايفان
ديفيد : موظف في مكتب العمل
كاسيدي : مستشار مكتب العمل
```
اللغة : الإنجليزية
```

```
المدة : ساعة و 25 دقيقة
```

تم تقييم الفلم على موقع IMDb ب 7.1/10  و حصل على موقع Rotten Tomatoes بنسبة 91% 

## روابط خارجية
- مقالات تستعمل روابط فنية بلا صلة مع ويكي بيانات